# Пістолетний тунель

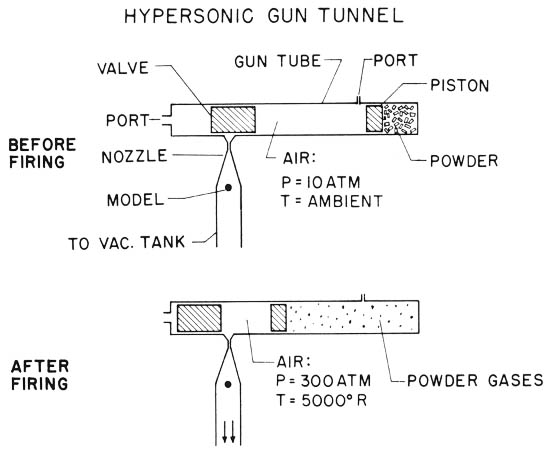
Схематичний малюнок, що показує принципи оперування оригінального пістолетного тунелю

Пістолетний тунель є надзвуковою аеродинамічною трубою проміжної висоти, яка може бути сконфігурованою для виробництва надзвукових потоків висотою від 30 до 40 км. Для ізоентропійного стиснення використовується поршень. Пістолетний тунель у IISC Bangalore, Індія є тунелем з високою ентальпією, який може продукувати зйомку Шлірена та виробляти до 8 мега джоулів енергії. Використання поршня може бути дуже складним через відбиття струсів. У тунелі використовуються алюмінієві діафрагми для вироблення струсів та паперові діафрагми для їх уникнення і передачі через надзвукову камеру. Тиск, що досягається, у 30 разів вище атмосферного.